# Paquicefàlids
Els paquicefàlids (Pachycephalidae), són una família d'ocells de l'ordre dels passeriformes que es considera part de l'antiga radiació dels ocells cantaires a la zona d'Austràlia i Nova Guinea. Va ser descrit per William J. Swainson el 1831.
Els diferents gèneres tenen una grandària petita fins mitjana. Ocupen la major part d'Oceania, però Austràlia i Nova Guinea són el centre de la diversitat d'unes espècies que arriben fins Nova Zelanda i les illes del Pacífic Sud, com Tonga i Samoa. També s'estenen per Àsia fins a l'Índia. La localització d'alguns gèneres és encara controvertida.

## Llista de gèneres
Segons la classificació del Congrés Ornitològic Internacional, aquesta família té 5 gèneres i 64 espècies:
- Melanorectes, amb una espècie: xiuladora negra (Melanorectes nigrescens).
- Coracornis, amb dues espècies.
- Pachycephala, amb 48 espècies.
- Pseudorectes, amb dues espècies.
- Colluricincla, amb 11 espècies.